# Народный писатель Беларуси
Наро́дный писа́тель Белару́си (бел. Народны пісьменнік Беларусі) — почётное звание, которое присваивается писателям за выдающиеся заслуги в развитии белорусской литературы. Было утверждено Указом Президиума Верховного Совета Белорусской ССР от 27 марта 1956 года. С 1994 года присваивается Президентом Республики Беларусь.
Почётное звание «Народный писатель Белорусской ССР» присваивалось прозаикам, поэтам, драматургам, переводчикам, которые создали высокоидейные художественные произведения и литературоведческие труды, получившие широкое признание, и принимавшим активное участие в общественной жизни, в сближении и взаимообогащении литератур народов СССР.

## Список народных писателей
| №  | Изображение | Поэт (настоящее имя)                | Поэт (настоящее имя)                | Годы жизни                                | Год присуждения звания |
| №  | Изображение | на русском                          | на белорусском                      | Годы жизни                                | Год присуждения звания |
| -- | ----------- | ----------------------------------- | ----------------------------------- | ----------------------------------------- | ---------------------- |
| 1  |             | Кондрат Крапива (Кондрат Атрахович) | Кандрат Крапіва (Кандрат Атраховіч) | 22 февраля (5 марта) 1896 — 7 января 1991 | 1956                   |
| 2  |             | Михась (Михаил) Лыньков             | Міхась Лынькоў                      | 18 (30) ноября 1899 — 21 сентября 1975    | 1962                   |
| 3  |             | Иван Мележ                          | Іван Мележ                          | 8 февраля 1921 — 9 августа 1976           | 1972                   |
| 4  |             | Иван Шамякин                        | Іван Шамякін                        | 30 января 1921 — 14 октября 2004          | 1972                   |
| 5  |             | Андрей Макаёнок                     | Андрэй Макаёнак                     | 12 ноября 1920 — 16 ноября 1982           | 1977                   |
| 6  |             | Василь Быков                        | Васіль Быкаў                        | 19 июня 1924 — 22 июня 2003               | 1980                   |
| 7  |             | Янка Брыль (Иван Брыль)             | Янка Брыль (Іван Брыль)             | 22 июля (4 августа) 1917 — 25 июля 2006   | 1981                   |
| 8  |             | Иван Чигринов                       | Іван Чыгрынаў                       | 21 декабря 1934 — 5 января 1996           | 1994                   |
| 9  |             | Иван Науменко                       | Іван Навуменка                      | 16 февраля 1925 — 17 декабря 2006         | 1995                   |
| 10 |             | Николай Чергинец                    | Мікалай Чаргінец                    | 17 октября 1937                           | 2022                   |